# 더블린 코어

더블린 코어(Dublin Core)는 ISO 15836으로 표준화된 메타데이터 요소 집합이다. 다시 말해서, 이 표준은 메타데이터들에서 사용되는 기초적인 관례들을 표준화하여 검색 및 처리가 용이하게 한다. 더블린 코어는 동영상, 소리, 이미지, 텍스트, 웹 페이지 등의 디지털 매체들을 기술하는 데 널리 사용되며, 보통 XML과 RDF를 사용하여 구현된다.
DC의 목표는 데이터의 형식과 구조를 단순화하여 원문의 저자나 발행자가 메타데이터를 직접 작성하고, 이를 바탕으로 특정분야에서 요구되는 수준으로 확장하여 사용할 수 있도록 하는 것이다. 이처럼 다양한 영역의 네트워크 자원 기술을 위한 표준이며, 단순성, 확장성, 구문 독립성 등과 같은 특성을 지니고 있다. 비디오, 오디오, 이미지, 텍스트뿐만 아니라 웹페이지와 같은 복합매체에도 쉽게 적용이 가능하다. 메타데이터의 요소가 너무 단순하여 디지털도서관, 교육매체관리 등과 같은 응용 영역에는 부족하다는 비판이 있지만, 단순한 구조의 시스템 개발, 교환 및 통합용 메타데이터, 응용 프로파일 개발의 기본 메타데이터로 등에 있어서는 유용성이 매우 많다.
더블린 코어 표준에는 두 가지 단계가 들어 있다. 하나는 단순 더블린 코어로 15개의 요소로 이루어져 있고, 다른 하나는 한정적 더블린 코어로 기본 더블린 코어에 3개의 요소를 추가하고 요소가 적용되는 범위를 제한하기 위한 한정자(qualifier)를 추가한 것이다.

## 단순 더블린 코어
단순 더블린 코어 메타데이터 요소 집합은 다음과 같은 15개의 메타데이터 요소로 이루어져 있다. 여기에는 특정한 순서가 없으며 한 요소가 생략되거나 여러 번 반복될 수도 있다.
Title(표제)
자원에 부여되는 이름
Creator(제작자)
자원의 내용물을 만드는 데 일차적인 책임을 가지는 개체(엔티티)
Type(유형)
자원의 내용물의 성격이나 장르
Contributor(기타제작자)
자원의 내용물에 기여한 책임을 가지는 개체
Publisher(발행처)
자원을 이용할 수 있도록 만드는 데 책임을 가지는 개체
Date(날짜)
자원이 현재의 형태로써 이용 가능하게 된 날짜
Language(언어)
자원의 지적 내용의 언어
Format(형식)
자원의 물리적 구현 형식 또는 디지털 구현 형식
Description(설명)
자원의 내용물에 대한 설명
Subject(주제)
자원의 내용물에 대한 주제
Relation(관계)
관련 자원에 대한 참조
Identifier(식별자)
특정 맥락 내에서의 자원에 대한 명백한 참조
Rights(권한)
자원이 가지는 권리나 자원에 대한 권리에 관한 정보
Source(출처)
현재 자원이 파생된 자원에 대한 참조
Coverage(범위)
자원의 내용물의 수량이나 범위

### DCMI 메타데이터 용어
DCMI 메타데이터 용어는 현재의 더블린 코어 용어의 집합을 나열한다. 이 집합은 DCMES(기울임체) 15가지 용어와 한정어(qualified term)를 포함한다. 각 용어는 이름공간 http://purl.org/dc/terms 의 고유한 URI가 있으며, 모든 항목은 RDF 속성으로 정의되어 있다.
- abstract
- accessRights
- accrualMethod
- accrualPeriodicity
- accrualPolicy
- alternative
- audience
- available
- bibliographicCitation
- conformsTo
- contributor
- coverage
- created
- creator
- date
- dateAccepted
- dateCopyrighted
- dateSubmitted
- description
- educationLevel
- extent
- format
- hasFormat
- hasPart
- hasVersion
- identifier
- instructionalMethod
- isFormatOf
- isPartOf
- isReferencedBy
- isReplacedBy
- isRequiredBy
- issued
- isVersionOf
- language
- license
- mediator
- medium
- modified
- provenance
- publisher
- references
- relation
- replaces
- requires
- rights
- rightsHolder
- source
- spatial
- subject
- tableOfContents
- temporal
- title
- type
- valid

## 같이 보기
- 시맨틱 웹
- 메타데이터